# Escala de Equilíbrio de Berg
A Escala de Equilíbrio de Berg (Berg Balance Scale) é um teste clínico amplamente usado para verificação das habilidades de equilíbrio estático e dinâmico de uma pessoa, O BBS é considerado o padrão para testes de equilíbrio funcional. Podendo ser administrado em uma população ampla, abrangendo de crianças à idosos, e em diversos contextos.

## História
O nome da escala é uma homenagem à Katherine Berg, uma das desenvolvedoras desta escala, cujo objetivo inicial foi desenvolver uma medida de equilíbrio apropriada para idosos.

## Procedimentos
O teste leva de 15 a 20 minutos e compreende um conjunto de 14 tarefas relacionadas ao equilíbrio simples, que vão desde levantar-se de uma posição sentada até ficar de pé com um pé. O grau de sucesso em alcançar cada tarefa recebe uma pontuação de zero (incapaz) a quatro (independente) e a medida final é a soma de todas as pontuações.

## Resultados
Os resultados finais podem ser interpretados da seguinte maneira: 
| ≤20    | usuário de cadeira de rodas    |
| >20≤40 | pode andar mas com assistência |
| >40≤56 | independente                   |

## Validade e e confiabilidade
O estudo que estruturou e validou a BBS foi realizado com 38 pacientes, com idades entre 60 e 93 anos, e 32 profissionais de saúde, incluindo enfermeiros, médicos e fisioterapeutas e terapeutas ocupacionais. Eles foram entrevistados em três fases distintas para desenvolver o conteúdo da escala. A confiabilidade da medida foi avaliada por meio da avaliação, por fisioterapeutas, dos desempenhos gravados em vídeo de indivíduos geriátricos em dois momentos diferentes. Os coeficientes de correlação intraclasse que medem a confiabilidade inter e intraavaliador para o teste como um todo foram de 0,98 e 0,99, respectivamente. Os coeficientes de correlação para os itens individuais variaram de 0,71 a 0,99. Além disso, houve um alto grau de consistência interna, um alfa de Cronbach de 0,96, o que indica que os movimentos refletem uma única dimensão subjacente.

Um estudo sobrea validade e a confiabilidade da BBS para um modelo de teleconsulta (Tele-BERG) com 17 participantes, que foram avaliados aleatoriamente, presencialmente e remotamente. indicou uma correlação positiva entre os escores da BBS e da Tele-BERG, indicando validade. Além disso, a confiabilidade teste-reteste e interavaliadores apresentaram resultados excelentes. Por tanto, a Tele-BERG é considerada válida e confiável para avaliar o equilíbrio em indivíduos pós-AVC.